# トラーパニ
トラーパニ（イタリア語: Trapani ( 音声ファイル)）は、イタリア共和国のシチリア島西部に位置する都市で、その周辺地域を含む人口約55,000人の基礎自治体（コムーネ）。トラーパニ県の県都である。
地中海に面した港湾都市であり、沖合のエーガディ諸島や地中海沿岸各地へ向かうフェリーが発着する玄関口である。コムーネ単体の人口はマルサーラに次いで県内2位であるが、エーリチェのカーサ・サンタ地区とも市街地が連続しており、都市圏人口は約8万人である。

## 名称
Trapani は [ˈtrapani] と発音される。日本語文献では「トラーパニ」のほか、「トラパニ」とも表記される。
イタリア語以外の言語では以下の名を持つ。
- シチリア語: Tràpani

歴史上は以下の名で呼ばれた。
- ギリシア語: Δρέπανον / Drépanon （ドレパーノン）
- ラテン語: Drepanum （ドレパヌム） あるいは Drepana （ドレパナ）

## 地理

### 位置・広がり
トラーパニ県北西部のコムーネで、地中海（ティレニア海）に面する。トラーパニの市街は、州都パレルモの西南西約75km、アグリジェントの北西約122km、チュニジアの首都チュニスの北東約247km、サルデーニャ島のカリャリの南東約324kmに位置する。
コムーネの面積は 180.6 km2におよび、マツァーラ・デル・ヴァッロに次いで県内第2位の広さである。市域は、パチェーコを挟んで北と南の2つに分断されており、トラーパニ市街のある北側の「本体」よりも、南側の飛び地の方が大きい。

#### 隣接コムーネ
トラーパニ市街のある「本体」と隣接するコムーネは以下の通り。
- エーリチェ - 北東
- パチェーコ - 南

南部の飛び地と隣接するコムーネは以下の通り。
- パチェーコ - 北
- ブゼート・パリッツォーロ - 北東
- カラタフィーミ＝セジェスタ - 東
- サレーミ - 南東
- マルサーラ - 南
- ミシリッシミ - 西

## 歴史
エリミ人が、近隣の都市エリュクス（現在のエリーチェ）の港として町をつくった。港が鋭くカーブしている姿から、古代ギリシャ人からドレーパノン（Δρέπανον、鎌）と名付けられた。紀元前260年にカルタゴが町を掌握してから、重要な海軍港となった。第一次ポエニ戦争中、紀元前249年よりローマ軍がこの都市に対して攻城戦を仕掛けたが（ドレパナの戦い）、ドレパナ沖の海戦でカルタゴ海軍はローマ海軍による海上封鎖を破り、戦況は膠着した。紀元前241年、アエガテス諸島沖の海戦でローマ海軍がカルタゴ海軍に対して勝利を収め、第一次ポエニ戦争は終結。ローマがドレパナを手に入れた。
第二次世界大戦中、連合国軍の爆撃で市は壊滅的な被害を受けた。戦後復興し、市街がサン・ジュリアーノ山の麓まで広がった。
2021年、南部の飛び地のうち沿岸部の8つの分離集落がミシリッシミとして分立した。

## 行政

### 分離集落
トラーパニには以下の分離集落（フラツィオーネ）がある。
- Borgo Fazio, Fulgatore, Milo, Ummari, Xitta, Baglio Nuovo

## 社会

### 経済・産業

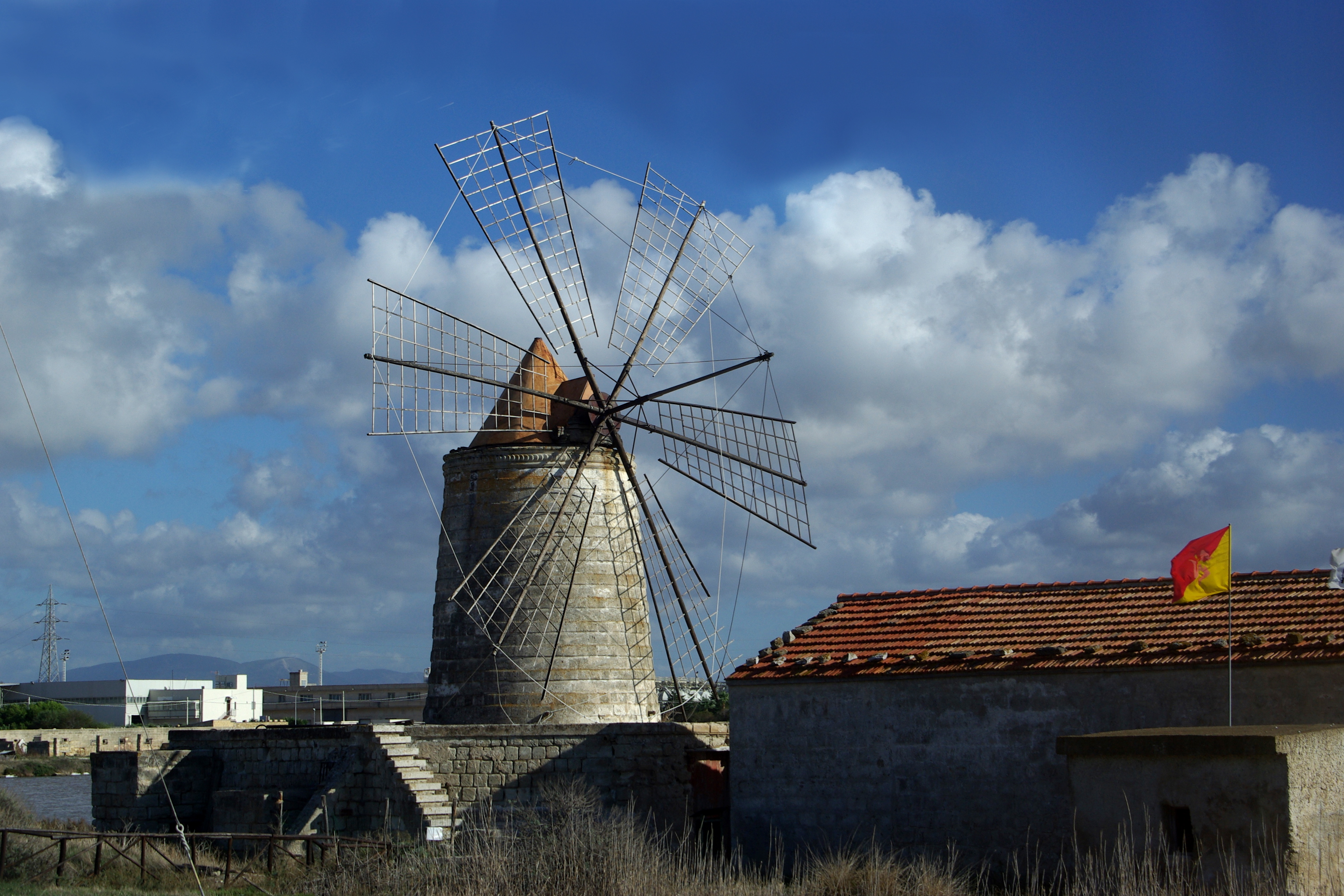
塩田の風車

海に面した土地であることから、漁業や水産物の缶詰製造が主力産業となっており、地元の漁師たちは、マッタンツァ（Mattanza）と呼ばれる独特の漁法でマグロ漁を行うことが知られている。また何世紀にも亘って、塩田や製塩産業が栄え、「塩の道」の途上にあることから、独特な文化や経済が生まれている。サンゴや大理石は重要な輸出品である。
世界でも有数のワインの産地でもあり、酒精強化ワインの一種「マルサラワイン」は特産品である。
エーリチェが所在するエーリチェ山、セジェスタ遺跡、エーガディ諸島に近いため、観光が近年伸びてきている。

## 自然・環境
トラーパニからパチェーコにかけて広がる塩田のトラーパニおよびパチェーコ塩田自然保護区はセーカーハヤブサ、エジプトハゲワシなどの鳥類の生息地で、2017年にラムサール条約登録地となった。

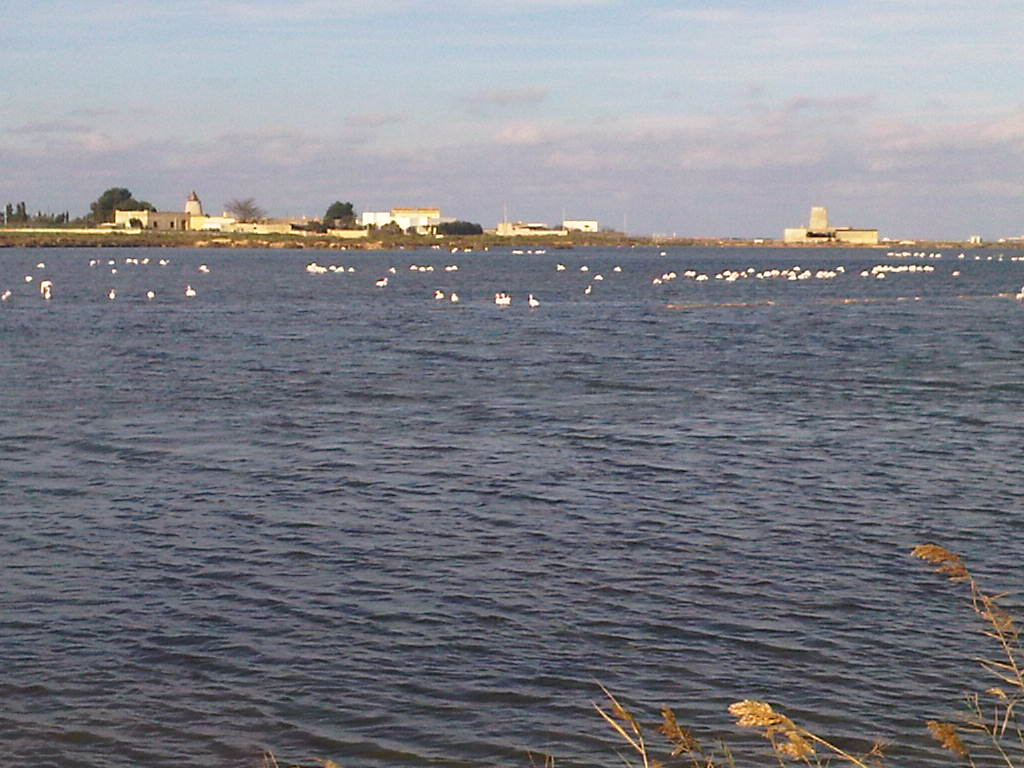
塩田

## スポーツ
プロサッカークラブ「トラーパニ・カルチョ」のホームタウンである。トラーパニ・カルチョは、1905年に設立された、シチリアで最も古いサッカークラブのひとつで、2017-18シーズンはセリエC（3部リーグ）に所属している。ホームスタジアムは、隣接するエーリチェ市域のスタディオ・ポリスポルティーボ・プロヴィンチアーレ (Stadio Polisportivo Provinciale) 。

## 交通

### 港湾
主要フェリー港であり、エーガディ諸島の他パンテッレリーア島、サルデーニャ島、チュニジアへの便がある。

### 空港
- トラーパニ・ビルギ空港（英語版）

トラーパニ・ビルギ空港は、南のマルサーラとの境界付近に位置する。
このほか、市街東方には軍用のトラーパニ・ミロ飛行場、南方にボリッツォ飛行場（トラーパニ・キニザ空港）が所在した。

## 姉妹都市
- コンスタンツァ、ルーマニア
- レ・サーブル＝ドロンヌ、フランス
- エペルネー、フランス
- ウィニペグ、カナダ